# Ниеми, Антти (хоккеист)
А́нтти Ни́еми (фин. Antti Niemi; род. 29 августа 1983, Вантаа, Уусимаа) — финский хоккейный вратарь.

## Карьера
Ниеми играл в юниорской команде Kiekko-Vantaa с 2000 по 2005 годы, после чего перешёл в профессиональную команду «Пеликанс» города Лахти, выступавшую в СМ-лиге. Там он провёл три сезона, а в 2008, став свободным агентом, подписал контракт с «Чикаго Блэкхокс». Карьеру за океаном Антти начал в «Рокфорд АйсХогс» — фарм-клубе «Ястребов» — и большую часть сезона 2008-09 отыграл в АХЛ. В феврале 2009 года он был вызван в «Блэкхокс» на замену травмированному голкиперу. Дебют Ниеми в НХЛ состоялся 27 февраля, когда финн отыграл один период в матче против «Питтсбург Пингвинз» («Ястребы» уступили в овертайме 4:5). Первую победу в составе «Блэкхокс» Ниеми праздновал уже 1 марта: со счетом 4:2 были повержены «Лос-Анджелес Кингз».
В том сезоне Антти уже показал себя во всей красе, а в 2009/2010 вместе с командой завоевал свой первый Кубок Стэнли — в финальной серии «Ястребы» одолели «Лётчиков» из Филадельфии со счетом 4-2.
После победы в Кубке Стэнли как неограниченно свободный агент подписал однолетний контракт с «Сан-Хосе Шаркс» на $ 2 млн, а в следующем году продлил еще на 4 года и $ 15,2 млн. На протяжении 4-х лет являлся основным голкипером «Акул».
27 июня 2015 года «Сан-Хосе» обменял Ниеми в «Даллас Старз» на выбор в седьмом раунде драфта 2015 года. С «Далласом» подписал 3-х летний контракт на $ 13,5 млн. Но в составе «Звёзд» не смог показать успешную игру: процент отбитых бросков за 2 года составил лишь 90 % (у его напарника Кари Лехтонена — 90,4 %). В результате «Даллас» выкупил последний год контракта Ниеми.
Летом 2017 года подписал 1-летний контракт с обладателем Кубка Стэнли — «Питтсбург Пингвинз». В составе «Пингвинов» провел лишь 3 матча, пропустив 16 шайб и показав ужасные показатели отбитых бросков — 79,7 % — и пропущенных шайб в среднем за матч — 7,5. После этого был выставлен на драфт отказов, откуда его забрала «Флорида Пантерз» из-за травм Роберто Луонго и Джеймса Раймера. После выздоровления основных вратарей был снова выставлен на драфт отказов и перешел в «Монреаль Канадиенс». В составе «Монреаля» Ниеми в своем 10 матче одержал первую победу в сезоне и намного улучшил вратарские показатели.
По истечении срока контракта вернулся на родину, подписав однолетний контракт с клубом КХЛ «Йокерит».

## Международная карьера
Антти Ниеми в составе сборной Финляндии участвовал в Олимпийских играх в Сочи. Ниеми был запасным вратарём в четырёх играх из шести, однако на площадке так и не появился.